# Lista de vice-governadores do Rio Grande do Norte
A lista dos vice-governadores do estado do Rio Grande do Norte compreende as pessoas designadas para substituir o governador em caso de renúncia, afastamento temporário ou ausência do cargo.

## Breve contexto histórico
O cargo de vice-governador foi formalmente estabelecido com a Proclamação da República em 1889, refletindo a nova estrutura federativa do Brasil. Desde então, o vice-governador tem sido responsável por substituir o governador em suas ausências e exercer funções delegadas pelo chefe do executivo estadual.
Durante o período imperial, o Rio Grande do Norte era governado por presidentes de província, e o conceito de vice-governador não existia na forma como conhecemos hoje. Com a Proclamação da República, o título de "vice-presidente do estado" foi substituído por "vice-governador", conforme a Constituição de 1946, que consolidou essa denominação.
O papel do vice-governador é crucial para garantir a continuidade do governo e a estabilidade política do estado. Ele assume as responsabilidades e funções do governador, assegurando a governança e representação do estado em momentos de transição ou ausência do governante titular.

### Requisitos para o Cargo de Vice-governador
De acordo com a Constituição do Estado do Rio Grande do Norte, promulgada em 1989 e modificada ao longo dos anos, os requisitos para a candidatura ao cargo de vice-governador são:
1. Nacionalidade Brasileira: O candidato deve ser brasileiro nato ou naturalizado.
2. Idade mínima: O candidato deve ter pelo menos 30 anos.
3. Pleno exercício dos direitos políticos: O candidato deve estar em gozo pleno de seus direitos políticos.
4. Filiação partidária: O candidato deve estar filiado a um partido político.
5. Residência eleitoral: O candidato deve ter domicílio eleitoral no estado há pelo menos um ano antes da eleição.

O mandato de vice-governador é de quatro anos, coincidente com o mandato do governador, com possibilidade de reeleição para um segundo mandato consecutivo. O vice-governador assume as funções do governador em sua ausência e pode ser designado para funções especiais pelo governador.

### Atual vice-governador(a)
O atual vice-governador do Rio Grande do Norte é Walter Alves, que assumiu o cargo em 1º de janeiro de 2023. Ele foi eleito na eleição de 2022 como candidato a vice-governador na chapa liderada por Fátima Bezerra, atual governadora. Na eleição de 2022, a chapa obteve 1.279.222 votos, representando 51,35% dos votos válidos, contra 1.211.220 votos ou 48,65% obtidos pelo adversário Fábio Dantas.

### Ex-vice-governadores vivos
Ao longo da história do Rio Grande do Norte, vários indivíduos ocuparam o cargo de vice-governador, contribuindo para a condução dos assuntos governamentais e o desenvolvimento do estado. Entre os ex-vice-governadores, sete estão vivos: Genibaldo Barros, Vivaldo Costa, Fernando Freire, Antônio Jácome, Robinson Faria, Fábio Dantas e Antenor Roberto. Cada um deles desempenhou um papel importante na política do estado e contribuiu para a trajetória política e social do Rio Grande do Norte.
O último ex-vice-governador a falecer foi Garibaldi Alves em 7 de abril de 2022, aos 98 anos.

## Vice-governadores do Rio Grande do Norte –Brasil República(1889 – atualmente)

### Primeira República (1889–1930)
Durante a República Velha, o cargo de vice-governador, então denominado "vice-presidente do estado", foi estabelecido pela Constituição de 1891, que criou a estrutura federal republicana no Brasil. Na época, o vice-presidente do estado tinha a função de substituir o presidente do estado (hoje governador) em suas ausências e exercer funções delegadas. Essa estrutura refletia o sistema político da época, onde os estados tinham considerável autonomia e os cargos de governo eram fortemente influenciados por acordos políticos locais.
No Rio Grande do Norte, o cargo de vice-presidente do estado foi ocupado por diversas figuras políticas ao longo desse período. Com a Revolução de 1930 e a transição para o Estado Novo, houve uma centralização do poder, e o sistema político dos estados passou por reformas significativas.
| Nº                                                     | Vice-presidente do Estado (Nascimento–Falecimento)     | Vice-presidente do Estado (Nascimento–Falecimento)     | Retrato                                                | Partido político                                       | Período de mandato                                | Presidente                 | Cargo público anterior                                            | Referências e notas    |
| ------------------------------------------------------ | ------------------------------------------------------ | ------------------------------------------------------ | ------------------------------------------------------ | ------------------------------------------------------ | ------------------------------------------------- | -------------------------- | ----------------------------------------------------------------- | ---------------------- |
| Vago; sem vice-presidente.                             | Vago; sem vice-presidente.                             | Vago; sem vice-presidente.                             | Vago; sem vice-presidente.                             | Vago; sem vice-presidente.                             | 17 de novembro de 1889 — 6 de dezembro de 1889    | Pedro Maranhão             | —                                                                 |                        |
| Vago; sem vice-presidente.                             | Vago; sem vice-presidente.                             | Vago; sem vice-presidente.                             | Vago; sem vice-presidente.                             | Vago; sem vice-presidente.                             | 6 de dezembro de 1889 — 8 de fevereiro de 1890    | Adolfo Gordo               | —                                                                 |                        |
| Vago; sem vice-presidente.                             | Vago; sem vice-presidente.                             | Vago; sem vice-presidente.                             | Vago; sem vice-presidente.                             | Vago; sem vice-presidente.                             | 8 de fevereiro de 1890 — 10 de março de 1890      | Jerônimo Câmara            | —                                                                 |                        |
| 1                                                      |                                                        | Pedro Maranhão (1856–1907)                             |                                                        | PRF                                                    | 10 de março de 1890 — 19 de setembro de 1890      | Xavier da Silveira Júnior  | Presidente do Rio Grande do Norte                                 | [ 4 ] [ 5 ] [ nota 1 ] |
| 2                                                      |                                                        | Amaro Cavalcanti (1849–1922)                           |                                                        | PRF                                                    | 26 de abril de 1890 — 6 de junho de 1890          | Xavier da Silveira Júnior  | Juiz de Direito de Ceará-Mirim                                    | [ 6 ] [ nota 2 ]       |
| 3                                                      |                                                        | Fernandes Barros (1844–1907)                           |                                                        | PRF                                                    | 7 de junho de 1890 — 13 de junho de 1891          | Xavier da Silveira Júnior  | Juiz de Direito de Ceará-Mirim                                    | [ 6 ] [ nota 2 ]       |
| 3                                                      | [ 6 ] [ 7 ] [ nota 1 ]                                 | Fernandes Barros (1844–1907)                           |                                                        | PRF                                                    | 7 de junho de 1890 — 13 de junho de 1891          | Xavier da Silveira Júnior  | Juiz de Direito de Ceará-Mirim                                    |                        |
| 3                                                      | Pedro Maranhão                                         | Fernandes Barros (1844–1907)                           |                                                        | PRF                                                    | 7 de junho de 1890 — 13 de junho de 1891          |                            | Juiz de Direito de Ceará-Mirim                                    |                        |
| 3                                                      | João Gomes Ribeiro                                     | Fernandes Barros (1844–1907)                           |                                                        | PRF                                                    | 7 de junho de 1890 — 13 de junho de 1891          |                            | Juiz de Direito de Ceará-Mirim                                    |                        |
| 3                                                      | Nascimento de Castro                                   | Fernandes Barros (1844–1907)                           |                                                        | PRF                                                    | 7 de junho de 1890 — 13 de junho de 1891          |                            | Juiz de Direito de Ceará-Mirim                                    |                        |
| 3                                                      | Amintas Barros                                         | Fernandes Barros (1844–1907)                           |                                                        | PRF                                                    | 7 de junho de 1890 — 13 de junho de 1891          |                            | Juiz de Direito de Ceará-Mirim                                    |                        |
| Vago; o presidente do estado não tinha sido empossado. | Vago; o presidente do estado não tinha sido empossado. | Vago; o presidente do estado não tinha sido empossado. | Vago; o presidente do estado não tinha sido empossado. | Vago; o presidente do estado não tinha sido empossado. | 13 de junho de 1891 — 6 de agosto de 1891         | Fernandes Barros           | —                                                                 |                        |
| —                                                      |                                                        | Fernandes Barros (1844–1907)                           |                                                        | PRF                                                    | 6 de agosto de 1891 — 9 de setembro de 1891       | Francisco Gurgel           | Juiz de Direito de Ceará-Mirim                                    | [ 8 ] [ nota 3 ]       |
| —                                                      | 9 de setembro de 1891 — 28 de novembro de 1891         | Fernandes Barros (1844–1907)                           | Miguel Castro                                          | PRF                                                    |                                                   |                            | Juiz de Direito de Ceará-Mirim                                    | [ 8 ] [ nota 3 ]       |
| 4                                                      | 9 de setembro de 1891 — 28 de novembro de 1891         |                                                        | Miguel Castro                                          | Francisco Gurgel (1834–1910)                           |                                                   | PRF                        | Presidente da Intendência de Mossoró                              | [ 9 ] [ nota 4 ]       |
| Vago; junta governativa potiguar.                      | Vago; junta governativa potiguar.                      | Vago; junta governativa potiguar.                      | Vago; junta governativa potiguar.                      | Vago; junta governativa potiguar.                      | 28 de novembro de 1891 — 22 de fevereiro de 1892  | Junta Governativa Potiguar | —                                                                 |                        |
| Vago; sem vice-presidente.                             | Vago; sem vice-presidente.                             | Vago; sem vice-presidente.                             | Vago; sem vice-presidente.                             | Vago; sem vice-presidente.                             | 22 de fevereiro de 1892 — 28 de fevereiro de 1892 | Jerônimo Câmara            | —                                                                 |                        |
| 5                                                      |                                                        | Silvino Bezerra (1836–1921)                            |                                                        | PRF                                                    | 28 de fevereiro de 1892 — 25 de março de 1896     | Pedro Maranhão             | Chefe Político de Acari                                           | [ 10 ]                 |
| 6                                                      |                                                        | Meira e Sá (1856–1920)                                 |                                                        | PRF                                                    | 25 de março de 1896 — 25 de março de 1900         | Joaquim Ferreira Chaves    | Chefe de Polícia do Rio Grande do Norte                           | [ 11 ]                 |
| 7                                                      |                                                        | João Dionísio Filgueira (1868–1947)                    |                                                        | PRF                                                    | 25 de março de 1900 — 25 de março de 1904         | Alberto Maranhão           | Deputado Provincial do Rio Grande do Norte                        | [ 12 ]                 |
| 8                                                      |                                                        | Juvenal Lamartine de Faria (1874–1956)                 |                                                        | PRF                                                    | 25 de março de 1904 — 17 de dezembro de 1905      | Augusto Tavares de Lyra    | Deputado Provincial do Rio Grande do Norte                        | [ 13 ]                 |
| 9                                                      |                                                        | Manuel Moreira Dias (1862–1908)                        |                                                        | —                                                      | 17 de dezembro de 1905 — 5 de novembro de 1906    | Augusto Tavares de Lyra    | Presidente do Superior Tribunal de Justiça do Rio Grande do Norte | [ 14 ]                 |
| Vago; sem vice-presidente.                             | Vago; sem vice-presidente.                             | Vago; sem vice-presidente.                             | Vago; sem vice-presidente.                             | Vago; sem vice-presidente.                             | 5 de novembro de 1906 — 23 de fevereiro de 1907   | Manuel Moreira Dias        | —                                                                 |                        |
| Vago; sem vice-presidente.                             | Vago; sem vice-presidente.                             | Vago; sem vice-presidente.                             | Vago; sem vice-presidente.                             | Vago; sem vice-presidente.                             | 23 de fevereiro de 1907 — 25 de março de 1908     | Melo e Sousa               | —                                                                 |                        |
| Vago; sem vice-presidente.                             | Vago; sem vice-presidente.                             | Vago; sem vice-presidente.                             | Vago; sem vice-presidente.                             | Vago; sem vice-presidente.                             | 25 de março de 1908 — 31 de dezembro de 1913      | Alberto Maranhão           | —                                                                 |                        |
| 10                                                     |                                                        | Henrique Castriciano (1874–1947)                       |                                                        | PRF                                                    | 1 de janeiro de 1914 — 1 de janeiro de 1924       | Joaquim Ferreira Chaves    | Deputado estadual do Rio Grande do Norte                          | [ 15 ]                 |
| 10                                                     | Melo e Sousa                                           | Henrique Castriciano (1874–1947)                       | Vice-presidente do Rio Grande do Norte                 | PRF                                                    | 1 de janeiro de 1914 — 1 de janeiro de 1924       |                            |                                                                   | [ 15 ]                 |
| 11                                                     |                                                        | Augusto Raposo da Câmara (1856–1941)                   |                                                        | PRF                                                    | 1 de janeiro de 1924 — 31 de dezembro de 1927     | José Augusto Medeiros      | Secretário-geral do Rio Grande do Norte                           | [ 16 ]                 |
| 12                                                     |                                                        | Joaquim Inácio (1888–1948)                             |                                                        | PRF                                                    | 1 de janeiro de 1928 — 5 de outubro de 1930       | Juvenal Lamartine de Faria | Deputado estadual do Rio Grande do Norte                          | [ 17 ]                 |
| Vago; junta governativa potiguar.                      | Vago; junta governativa potiguar.                      | Vago; junta governativa potiguar.                      | Vago; junta governativa potiguar.                      | Vago; junta governativa potiguar.                      | 6 de outubro de 1930 — 12 de outubro de 1930      | Junta Governativa Potiguar | —                                                                 |                        |

### Segunda República (1930–1937)
Durante o período do Estado Novo, sob a presidência de Getúlio Vargas, houve uma centralização ainda maior do poder federal, e muitos cargos estaduais, incluindo o de vice-presidente do estado, foram modificados ou suprimidos.

### Terceira República (1937–1945)
A Constituição de 1937 aboliu o cargo de vice-presidente do estado, e a estrutura de governo foi altamente centralizada.

### Quarta República (1945–1964)
Com a redemocratização e a promulgação da Constituição de 1946, o cargo foi restabelecido e renomeado para "vice-governador". Esta Constituição trouxe de volta a autonomia dos estados e a função de vice-governador, que passou a ter o papel de substituir o governador em suas ausências e auxiliar na administração do estado. O novo sistema federalista permitiu que os estados, incluindo o Rio Grande do Norte, tivessem maior influência em suas administrações e na escolha de seus vice-governadores.
| Nº                         | Vice-governador (Nascimento–Falecimento) | Vice-governador (Nascimento–Falecimento) | Retrato                    | Partido político           | Período de mandato                              | Governador            | Cargo público anterior                                               | Referências e notas  |
| -------------------------- | ---------------------------------------- | ---------------------------------------- | -------------------------- | -------------------------- | ----------------------------------------------- | --------------------- | -------------------------------------------------------------------- | -------------------- |
| Vago; sem vice-governador. | Vago; sem vice-governador.               | Vago; sem vice-governador.               | Vago; sem vice-governador. | Vago; sem vice-governador. | 13 de fevereiro de 1946 — 15 de janeiro de 1947 | Ubaldo Melo           | —                                                                    |                      |
| Vago; sem vice-governador. | Vago; sem vice-governador.               | Vago; sem vice-governador.               | Vago; sem vice-governador. | Vago; sem vice-governador. | 5 de janeiro de 1947 — 31 de julho de 1947      | Orestes da Rocha Lima | —                                                                    |                      |
| 13                         |                                          | Tomaz Salustino (1880–1963)              |                            | PSD                        | 31 de julho de 1947 — 31 de janeiro de 1951     | José Augusto Varela   | Desembargador do Superior Tribunal de Justiça do Rio Grande do Norte | [ 19 ]               |
| 14                         |                                          | Sylvio Pedroza (1918–1998)               |                            | PR                         | 31 de janeiro de 1951 — 16 de julho de 1951     | Dix-Sept Rosado       | Prefeito de Natal                                                    | [ 20 ]               |
| Vago; sem vice-governador. | Vago; sem vice-governador.               | Vago; sem vice-governador.               | Vago; sem vice-governador. | Vago; sem vice-governador. | 16 de julho de 1951 — 31 de janeiro de 1956     | Sylvio Pedroza        | —                                                                    |                      |
| 15                         |                                          | José Augusto Varela (1896–1976)          |                            | UDN                        | 31 de janeiro de 1956 — 31 de janeiro de 1961   | Dinarte Mariz         | Governador do Rio Grande do Norte                                    | [ 21 ]               |
| 16                         |                                          | Walfredo Gurgel (1908–1971)              |                            | UDN                        | 31 de janeiro de 1961 — 31 de janeiro de 1962   | Aluízio Alves         | Deputado federal pelo Rio Grande do Norte                            | [ 22 ]               |
| Vago; sem vice-governador. | Vago; sem vice-governador.               | Vago; sem vice-governador.               | Vago; sem vice-governador. | Vago; sem vice-governador. | 31 de janeiro de 1962 — 19 de janeiro de 1963   | Aluízio Alves         | —                                                                    |                      |
| 17                         |                                          | Theodorico Bezerra (1903–1994)           |                            | PSD                        | 19 de janeiro de 1963 — 31 de janeiro de 1966   | Aluízio Alves         | Deputado federal pelo Rio Grande do Norte                            | [ 23 ] [ 24 ] [ 25 ] |

### Quinta República (1964–1985)
Durante o regime militar, iniciado em 1964, houve uma nova reestruturação política. A Constituição de 1967 e suas emendas mantiveram o cargo de vice-governador, mas com um sistema de governança mais centralizado e controlado pelo governo federal. Embora o cargo continuasse a existir, o poder dos vice-governadores era limitado em comparação com o período democrático anterior.
| Nº                         | Vice-governador (Nascimento–Falecimento) | Vice-governador (Nascimento–Falecimento) | Retrato                    | Partido político           | Período de mandato                           | Governador         | Cargo público anterior                            | Referências e notas      |
| -------------------------- | ---------------------------------------- | ---------------------------------------- | -------------------------- | -------------------------- | -------------------------------------------- | ------------------ | ------------------------------------------------- | ------------------------ |
| 18                         |                                          | Clóvis Motta (1928–1979)                 |                            | PSD                        | 31 de janeiro de 1966 — 15 de março de 1971  | Walfredo Gurgel    | Deputado federal pelo Rio Grande do Norte         | [ 26 ]                   |
| 19                         |                                          | Tertius Rebelo (1915–1976)               |                            | ARENA                      | 15 de março de 1971 — 15 de março de 1975    | Cortez Pereira     | Prefeito de Natal                                 | [ 27 ] [ 28 ]            |
| 20                         |                                          | Genibaldo Barros (1927)                  |                            | ARENA                      | 15 de março de 1975 — 15 de março de 1979    | Tarcísio Maia      | Secretário de Saúde do Rio Grande do Norte        | [ 29 ] [ 30 ]            |
| 21                         |                                          | Geraldo Melo (1935–2022)                 |                            | ARENA                      | 15 de março de 1979 — 24 de novembro de 1982 | Lavoisier Maia     | Secretário de Planejamento do Rio Grande do Norte | [ 31 ]                   |
| Vago; sem vice-governador. | Vago; sem vice-governador.               | Vago; sem vice-governador.               | Vago; sem vice-governador. | Vago; sem vice-governador. | 24 de novembro de 1982 — 15 de março de 1983 | Lavoisier Maia     | —                                                 | [ 32 ] [ 33 ] [ nota 5 ] |
| 22                         |                                          | Radir Pereira (1919–2000)                |                            | PSD                        | 15 de março de 1983 — 15 de maio de 1986     | José Agripino Maia | Deputado estadual do Rio Grande do Norte          | [ 34 ]                   |

### Sexta República (1985–presente)
A redemocratização, com a Constituição de 1988, consolidou o papel do vice-governador como o principal substituto do governador e colaborador na administração estadual. A Constituição atual estabelece claramente os requisitos para o cargo e suas funções, assegurando que o vice-governador atue como apoio ao governador e assuma as funções do cargo em caso de ausência.
O vice-governador tem um mandato de quatro anos, que coincide com o do governador, e pode ser reeleito para um segundo mandato consecutivo. Este período democrático trouxe maior estabilidade e previsibilidade ao cargo, permitindo que o vice-governador desempenhe um papel efetivo na administração estadual e no suporte ao governador.
| Nº                         | Vice-governador (Nascimento–Falecimento) | Vice-governador (Nascimento–Falecimento) | Retrato                    | Partido político           | Período de mandato                          | Governador              | Cargo público anterior                    | Referências e notas |
| -------------------------- | ---------------------------------------- | ---------------------------------------- | -------------------------- | -------------------------- | ------------------------------------------- | ----------------------- | ----------------------------------------- | ------------------- |
| Vago; sem vice-governador. | Vago; sem vice-governador.               | Vago; sem vice-governador.               | Vago; sem vice-governador. | Vago; sem vice-governador. | 15 de maio de 1986 — 15 de março de 1987    | Radir Pereira           | —                                         |                     |
| 23                         |                                          | Garibaldi Alves (1923–2022)              |                            | PMDB                       | 15 de março de 1987 — 15 de março de 1991   | Geraldo Melo            | Deputado estadual do Rio Grande do Norte  | [ 35 ]              |
| 24                         |                                          | Vivaldo Costa (1939)                     |                            | PL                         | 15 de março de 1991 — 2 de abril de 1994    | José Agripino Maia      | Deputado estadual do Rio Grande do Norte  | [ 36 ] [ 37 ]       |
| Vago; sem vice-governador. | Vago; sem vice-governador.               | Vago; sem vice-governador.               | Vago; sem vice-governador. | Vago; sem vice-governador. | 2 de abril de 1994 — 1 de janeiro de 1995   | Vivaldo Costa           | —                                         |                     |
| 25                         |                                          | Fernando Freire (1954)                   |                            | PPB                        | 1 de janeiro de 1995 — 5 de abril de 2002   | Garibaldi Alves Filho   | Deputado federal pelo Rio Grande do Norte | [ 38 ] [ 39 ]       |
| Vago; sem vice-governador. | Vago; sem vice-governador.               | Vago; sem vice-governador.               | Vago; sem vice-governador. | Vago; sem vice-governador. | 5 de abril de 2002 — 1 de janeiro de 2003   | Fernando Freire         | —                                         |                     |
| 26                         |                                          | Antônio Jácome (1962)                    |                            | PMN                        | 1 de janeiro de 2003 — 1 de janeiro de 2007 | Wilma de Faria          | Deputado estadual do Rio Grande do Norte  | [ 40 ]              |
| 27                         |                                          | Iberê Ferreira de Souza (1944–2014)      |                            | PSB                        | 1 de janeiro de 2007 — 31 de março de 2010  | Wilma de Faria          | Deputado federal pelo Rio Grande do Norte | [ 41 ] [ 42 ]       |
| Vago; sem vice-governador. | Vago; sem vice-governador.               | Vago; sem vice-governador.               | Vago; sem vice-governador. | Vago; sem vice-governador. | 31 de março de 2010 — 1 de janeiro de 2011  | Iberê Ferreira de Souza | —                                         |                     |
| 28                         |                                          | Robinson Faria (1959)                    |                            | PSD                        | 1 de janeiro de 2011 — 1 de janeiro de 2015 | Rosalba Ciarlini        | Deputado estadual do Rio Grande do Norte  | [ 43 ] [ 44 ]       |
| 29                         |                                          | Fábio Dantas (1971)                      |                            | PCdoB                      | 1 de janeiro de 2015 — 1 de janeiro de 2019 | Robinson Faria          | Deputado estadual do Rio Grande do Norte  | [ 45 ] [ 46 ]       |
| 30                         |                                          | Antenor Roberto (1961)                   |                            | PCdoB                      | 1 de janeiro de 2019 — 1 de janeiro de 2023 | Fátima Bezerra          | —                                         | [ 47 ]              |
| 31                         |                                          | Walter Alves (1980)                      |                            | PMDB                       | 1 de janeiro de 2023 — até a atualidade     | Fátima Bezerra          | Deputado federal pelo Rio Grande do Norte | [ 48 ]              |